# Cosmarium subtumidum
Cosmarium subtumidum là một loài Song tinh tảo trong họ Desmidiaceae, thuộc chi Cosmarium.